# Harvey Bullock
Harvey Bullock é um personagem fictício que aparece nas publicações da DC Comics, associado com Batman.

## Origens
Antes da série da DC de 1984-1985, Crisis on Infinite Earths, Bullock é um detetive da polícia que recebe instruções do prefeito de Gotham City, Hamilton Hill, para sabotar a carreira do Comissário Gordon. Ele é formalmente re-introduzido em Batman #361, cover datado de julho de 1983, na história intitulada "as espécies mais bem-sucedidas", escrita por Doug Moench e desenhada por Don Newton. Seu método para realizar isto é fingir ser extremamente desajeitado, estragando assim tudo que Gordon está tentando fazer, aparentemente acidentalmente. Depois, inadvertidamente, fazendo Gordon ter um ataque cardíaco, no entanto, Bullock se transforma. Seu personagem mais tarde evolui para um policial bem-intencionado que (provavelmente) é extremamente desajeitado, similar à versão animada mais tarde. Ele também forma uma ligação estreita com Robin, baseado inicialmente em seu amor mútuo há filmes antigos. Na sequência disso, ele é um Bispo na organização espiã Checkmate.